# Кінг-Конг (фільм, 1933)
«Кінг-Конг» (англ. King Kong) — художній фільм 1933, в якому вперше з'явився один з найпопулярніших персонажів масової культури XX століття.

## Сюжет
Кінематографіст Карл Денхам (Роберт Армстронг) збирається на зйомки на тропічний острів, але перед самим від'їздом залишається без актриси, яка повинна була грати в його фільмі. Випадково він знайомиться з безробітною красунею Енн Дєрроу (Фей Рей), яка погоджується поїхати з ним і брати участь в зйомках. На кораблі під час плавання вона знайомиться з помічником капітана Джоном Дрісколл (Брюс Кебот), вони закохуються один в одного.
Після висадки на острів кіногрупа виявляє тубільське плем'я, яке живе в селі, обгородженому циклопічною стіною з величезними воротами. Аборигени намагаються з незрозумілою метою виторгувати в американців блондинку Енн, а потім викрадають її прямо з судна. Члени експедиції й моряки, що відправилися їй на допомогу, виявляють, що дівчина прив'язана між двома стовпами на гігантському вівтарі. Вони не встигають її відв'язати, оскільки з лісу з'являється горила неймовірних розмірів, яку аборигени називають Конг, і забирає Енн. Переслідуючи чудовисько, американці стикаються з доісторичними ящерами, деякі члени команди гинуть. Однак Дрісколл все-таки добирається до лігва Конга і бачить, як той, захищаючи Енн, б'ється спочатку з тиранозавром, а потім з плезіозавром і гігантським птеродактилем. Дівчині вдається врятуватися, і разом з Дрісколлом вони тікають. Конг в нападі люті нападає на село тубільців.
Денхам, натхнений приголомшливим відкриттям, пропонує доставити Конга в Нью-Йорк і розбагатіти, показуючи його публіці за гроші. Морякам вдається приспати Конга газом, зв'язати його ланцюгами й помістити в трюм.
Повернувшись до Нью-Йорка, Денхам реалізує свою ідею і просить Енн взяти участь у виставі з Конгом. Побачивши дівчину, горила розриває ланцюги й звільняється. Починається паніка. Конг виходить в місто і намагається знайти Енн, що знову втекла від нього, руйнуючи все на своєму шляху. Зрештою він її знаходить і підіймається з нею на шпиль Емпайр-Стейт-Білдінг. Тут винищувачі-біплани атакують його і розстрілюють з кулеметів. Перед тим як впасти з хмарочоса, Конг дбайливо випускає Енн, яку рятує з хмарочоса Дрісколл.
Біля лежачого на бруківці тіла горили Денхам вимовляє фінальну фразу: «Не літаки стали причиною його смерті. Чудовисько загинуло через красуню».

## Створення фільму

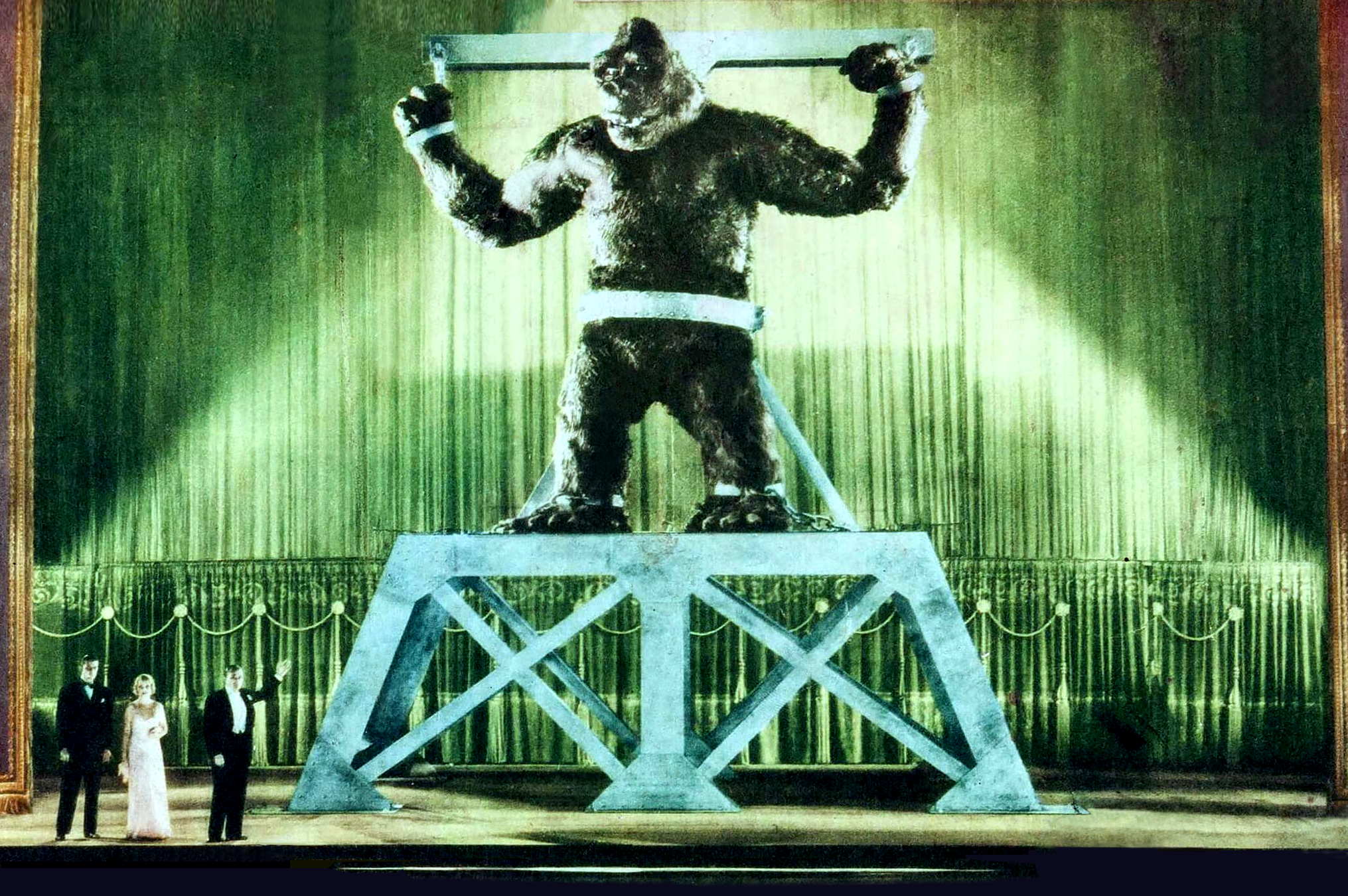

На початку 1930-х років було зроблено декілька спроб повторити успіх німого фільму «Загублений світ» за романом Артура Конан Дойла і об'єднати в одному фільмі людей і доісторичних чудовиськ. Меріан Купер захопився горилами після прочитання книги Поля дю Шаю «Дослідження та пригоди в Екваторіальній Африці, із нотатками про манери та звичаї людей, а також про лови горил, крокодилів та інших тварин», і він разом з Едгаром Воллесом запропонував екранізувати сюжет про подорож на далекий острів, населений динозаврами, з якого вдається привезти в Нью-Йорк гігантську мавпу (в екранізації «Загубленого світу» була аналогічна сцена — професор Челленджер привіз в Лондон живого бронтозавра). Едгар Уоллес мав писати сценарій, але раптово помер, встигнувши зробити лише загальні сюжетні начерки. Остаточно сценарій доводили Джеймс Крілман та Рут Роуз (дружина Меріан Купера).
Істотною частиною фільму повинні були стати анімаційні спецефекти, до створення яких був притягнутий Вілліс О'Браєн, який працював і на зйомках «Загубленого світу». Вперше в історії кінематографа він використовував техніку накладення ігрових та анімаційних фрагментів, що дозволило йому показати в одному кадрі й живих акторів, і зображуваних ляльками монстрів.
Іншою особливістю фільму був революційний підхід до музичного оформлення — музика Макса Стайнера постійно супроводжує й емоційно забарвлює екранне дію, що в ті часи не було ще звичайною практикою.
Виробництво фільму обійшлося в 670 тисяч доларів.

## Факти про фільм
- Спочатку проєкт називався «Звір» («The Beast»), потім «Король мавп» («King Ape»), «Восьме чудо світу» («The Eighth Wonder of the World»), потім просто «Конг» («Kong»). Остаточну назву фільм отримав буквально за кілька днів до прем'єри.
- У фільмі зріст Конга, який можна оцінити в порівнянні з фігурами присутніх в тих же кадрах людей, змінюється в дуже значних межах — приблизно від 10 до 30 метрів.
- Спочатку фінальну сцену фільму передбачалося знімати на щойно збудованому хмарочосі Крайслер-Білдінг, який повинен був стати найвищою будівлею Нью-Йорка. Однак власники Емпайр-Стейт-Білдінг встигли надбудувати кілька поверхів і поставити на даху причальну щоглу для дирижаблів — це дозволило будівлі зберегти звання найвищої. У результаті Конгу довелося падати саме з нього.
- Для зйомок фільму, крім півметрової моделі Конга, був виготовлений також бюст Конга в натуральну величину з керованою мімікою і його рука з рухливими пальцями, в якій знімалася Фей Рей.
- Вілліс О'Браєн використовував для зйомок моделі динозаврів, які були створені для нереалізованого фільму «Творіння».
- Покадрова зйомка повністю анімаційної сцени поєдинку Конга з птеродактилем зайняла сім тижнів.
- За спогадами учасників зйомок, у первісній версії фільму був присутній епізод, в якому на скинутих Конгом на дно ущелини людей нападали величезний павук, краб-мутант, головоногий монстр і інші чудовиська; всі люди, що потрапили в ущелину, гинули. Після тестового перегляду епізод був вирізаний, оскільки здався «надто насиченим» для тодішнього глядача. Монтажний матеріал «сцени в Павуковій Ущелині», наскільки відомо, не зберігся. Проте сцена була відтворена за збереженими сценарним розробкам і окремих кадрів знімальною групою Пітера Джексона і увійшла як додатковий матеріал в колекційне DVD-видання фільму.
- Для кількох перевипусків протягом 1930-х років фільм скорочувався для задоволення цензурних вимог, що посилилися — наприклад, була видалена сцена, в якій Конг знімає з Фей Рей сукню. Практично весь вилучений матеріал зберігся і в сучасних виданнях фільму відновлений.
- В 1989 році фільм розфарбували.
- В 1991 році фільм, як такий, що має велике мистецьке значення, був внесений в Національний кінореєстр США.

## Продовження теми
- Після прем'єри фільму в США, яка відбулася 2 березня 1933, «Кінг-Конг» миттєво став сенсацією. Студія спробувала повторити комерційний успіх, швидко випустивши в прокат продовження, але фільм «Син Конга» отримав досить скромний резонанс і на цьому розвиток сюжету на той момент закінчилося.
- В 1949 Ернст Шодсак поставив за сценарієм Меріан Купера фільм «Могутній Джо Янг» про горилу, яку привозять з Африки в Лос-Анджелес для участі в клубному поданні, а п'яні відвідувачі клубу знущаються зі звіра, що, природно, призводить до неприємностей. Цього разу, втім, горила була дещо менше, а в кінці був happy-end. (В 1998 році був також поставлено ремейк цього фільму).
- У 1950-х роках з подачі японського «Годзілли» тема гігантських чудовиськ знову стала широко експлуатуватися в кінематографі. В 1962 році в Японії вийшов фільм «Кінг-Конг проти Годзілли», продовжений в 1967 у фільмі «Втеча Кінг-Конга». В 1966—1969 роках на телебаченні йшов дитячий анімаційний серіал про Кінг-Конга.
- В 1976 вийшов «Кінг-Конг» у постановці Джона Гіллерміна — помірно вдалий римейк, дію якого було перенесено в 1970-і роки. Цей фільм був продовжений в 1986 році сиквелом «Кінг-Конг живий».
- 14 грудня 2005 року вийшов на екрани новий ремейк в постановці Пітера Джексона, який не став переносити дію фільму в наші дні й відтворив за допомогою новітніх кінотехнологій атмосферу фільму 1933.

## Пародії
- Образ гігантської горили з'являється у фіналі анімаційного мюзиклу «Шалена вечірка чудовиськ» (Mad Monster Party?, 1967) — інші персонажі (Дракула, Людина-Вовк, Монстр Франкенштейна та інші) називають горилу «Воно» і дуже її бояться.
- У кульмінації роману Террі Пратчетта «Рухомі картинки» (Moving Pictures, 1990) із циклу «Дискосвіт» величезна блондинка-чудовисько підіймається на вежу Невидимого Університету, тримаючи в руці мавпу, при цьому їх атакують і обстрілюють з повітря маги на мітлі, а з землі знімає кінооператор.
- В анімаційному фільмі «Воллес і Громіт: Прокляття кролика-перевертня» (Wallace & Gromit: The Curse of the Were-Rabbit, 2005) один з фінальних епізодів прямо перегукується з «Кінг-Конгом» — перетворився на величезного кролика-перевертня Уоллес викрадає леді Торрінгтон і влізає з нею на вежу, а Громіт на аероплані намагається його врятувати від переслідувачів.
- У мультфільмі South Park 3 сезон перша серія «Джунглі-Шмунглі».
- В 1981 році з'явилася гра Donkey Kong, в якій тесляр Маріо рятує Принцесу Піч від Кінг-Конга, що стоїть на верху і кидає бочки.
- У багатокористувацькій грі World of Warcraft є серія завдань, пов'язаних з принцесою, викраденою гігантською горилою на віддаленому острові.